# GREAT MUTA FINAL " BYE-BYE"
ABEMA presents GREAT MUTA FINAL " BYE-BYE"は、2023年1月22日に横浜アリーナにて行われたプロレスリング・ノアのプロレス興行。グレート・ムタの引退興行として行われた。

## 概要
- 2022年6月12日に開催された「CyberFight Festival 2022」において、武藤敬司が持病の股関節痛のため、2023年春までに引退すると発表し[1]、グレート・ムタもそれと同時に引退することとなった。

- 2022年6月17日の会見で、2023年1月22日に行われる、横浜アリーナ大会がムタのファイナルマッチであることが発表された[2]。

- 9月21日（現地時間）、ニューヨーク・アーサーアッシュスタジアムにて収録開催されたAEWのリングに、サプライズでムタが乱入。捕まっていたスティングを助ける形で握手を交わした[3]。24日、ムタの引退興行にスティングの参戦が発表された[4]。さらに、同じAEWから、ダービー・アリンが参戦することも発表された。

- 1月8日、全対戦カードが発表され、ムタの引退試合が、ムタ＆スティング＆ダービー対白使＆AKIRA&丸藤正道組であると発表された[5]。

- ザ・グレート・カブキが来場しリング上でヌンチャクの舞を披露した。またカブキ自身、イベント等を含め舞を披露するのは この日をもって最後にすると話した。

- ムタのWCW時代のマネージャーである、サニー・オノオが来場[6]。ウルティモドラゴンと共に入場した。

- 最後はムタが白使を下し、有終の美を飾った。白使が持ち込んだ卒塔婆に、白使の額から流れる血を使い指で「完」の文字を書いた。セレモニーは行われてない。

## 対戦カード
| 第1試合 ■ タッグマッチ Welcome to bye bye                |                                             |                                  |
| 小峠篤司 ●吉岡世起                                       | 6分41秒 ストゥーカスプラッシュ → 片エビ固め | 大原はじめ Hi69〇                |
| 第2試合 ■ タッグマッチ Who is the valkyrie?              |                                             |                                  |
| 安納サオリ 〇ジャングル叫女                              | 13分46秒 ジャングルバスター → 片エビ固め    | 夏すみれ● 雪妃真矢               |
| 第3試合 ■ シングルマッチ BEST OF IRON MAN                |                                             |                                  |
| 〇ティモシー・サッチャー                                 | 8分44秒 フジワラアームバー                  | 望月成晃●                        |
| 第4試合 ■ 6人タッグマッチ This is Anarchy Time           |                                             |                                  |
| 小川良成 ●Eita NOSAWA論外                                | 7分22秒 反則勝ち ※マスク剥ぎ                | 宮脇純太 アレハンドロ〇 矢野安崇 |
| 第5試合 ■ 6人タッグマッチ WRESTLING BATTLE CRY           |                                             |                                  |
| 〇ジェイク・リー ジャック・モリス アンソニー・グリーン   | 10分49秒 串刺しフロントキック → 体固め      | マサ北宮 稲葉大樹 稲村愛輝●      |
| 第6試合 ■ シングルマッチ GHC Martial Arts Rules          |                                             |                                  |
| 〇桜庭和志                                               | 10分37秒 レフェリーストップ ※三角締め       | 鈴木秀樹●                        |
| 第7試合 ■ 6人タッグマッチ To rise sky high               |                                             |                                  |
| AMAKUSA ウルティモ・ドラゴン 〇ニンジャ・マック          | 11分41秒 ニンジャボム → 片エビ固め          | YO-HEY● Kzy ダンテ・レオン       |
| 第8試合 ■ 8人タッグマッチ Champion's Night               |                                             |                                  |
| 清宮海斗 〇イホ・デ・ドクトル・ワグナーJr. 杉浦貴 小島聡 | 18分36秒 ムーンサルトプレス → 片エビ固め    | 拳王 中嶋勝彦 船木誠勝 征矢学●   |
| 第9試合 ■ 6人タッグマッチ End of Nightmare               |                                             |                                  |
| 〇グレート・ムタ スティング ダービー・アリン             | 22分23秒 閃光妖術 → 体固め                  | 白使● AKIRA 丸藤正道             |

## ムタへのメッセージ
グレートムタへ贈るメッセージ・インタビュー動画がYouTubeで不定期に配信された。
- スティング
- 馳浩
- トニー・カーン（AEW代表取締役社長兼最高経営責任者）
- ウィリアム・リーガル
- トニー・シバーニ（元WCW＆現AEW実況）
- ザ・グレート・カブキ

## その他
この日の興行では、女子プロレスの試合が一試合組まれている。プロレスリング・セムのような特殊な興行を除き、ノアの本興行で女子プロレスのカードが組まれたのは初のケースとなっており、これ以降、ノアの本興行においても時折女子プロレスのカードが組まれるようになっている。